# Le manoir du diable
Le manoir du diable er en fransk stumfilm fra 1896 af Georges Méliès.